# Goldschmied Lipót
Goldschmied Lipót (Losonc, 1867. december 10. – ?, 1935. február 17.) magyarországi születésű, Csehországban működő rabbi, egyházi író.

## Élete
1882 és 1892 között volt a budapesti Rabbiképző növendéke. A budapesti egyetemen tanult sémi nyelveket és művészettörténetet.  1891-ben avatták bölcsészdoktorrá Budapesten, 1893-ban pedig rabbivá. Előbb Misslitzben, 1897-től pedig Prossnitzben volt rabbi. Később Losonczi nevet vett föl és külföldön tartózkodott.

## Főbb művei
- A görög szobrászat történeti fejlődése (Budapest, 1892);
- Modernet Judentum (Wien, 1898);
- Geschichte des jüdischen Volkes (tankönyv, Wien, 1901);
- Der Kampf um Bibel u. Babel im Lichte des Judentums (Frankfurt a/M. 1913);
- Les impots en droits de donánes en Judea sous les Romains;
- Zur Chronologie der Königsbücher.

Cikkei az Oesterreichische Wochenschriftben, a Neue Freie Presseben, a Selbstwehrben, a Jüdische Volkszeitungban, és a Budapesti Szemlében jelentek meg.